# ТЕС Крістобаль Колон
ТЕС Крістобаль Колон – теплова електростанція на півдні Іспанії поблизу міста Уельва.
Електростанцію спорудили передусім з огляду на необхідність енергозабезпечення двох потужних промислових зон, які створювали поблизу Уельви – Пунта-дель-Себо (мідеплавильний завод, завод фосфорних добрив, завод поліфосфатів) та Палос-де-ла-Фронтера (завод азотних добрив, завод діоксиду титану, завод хімії хлору).
В 1961, 1963 та 1968 роках на майданчику станції стали до ладу три конденсаційні блоки з паровими турбінами потужністю 68 МВт, 148 МВт та 160 МВт відповідно.
В 2001, 2005 та 2006 роках конденсаційні блоки вивели з експлуатації, натомість в 2006-му запустили в роботу енергоефективний парогазовий блок комбінованого циклу потужністю 840 (за іншими даними – 831) МВт. Він має одну газову турбіну, що живить через котел-утилізатор одну парову турбіну.
ТЕС спорудили з розрахунку на використання мазуту, а в 1990-х роках її перевели на споживання природного газу, який надходить через термінал ЗПГ Уельва (або через реверсовані трубопроводи Уельва – Кордова – Мадрид та Уельва – Алькасар-де-Сан-Хуан – Мадрид).
Видалення продуктів згоряння конденсаційних блоків відбувалось через дві труби заввишки по 60 метрів. Парогазовий блок має одну трубу висотою 60 метрів.
Забір води для охолодження відбувається із річки Одіель (станція стоїть на мису, утвореному її злиттям з Ріо-Тінто).
Для видачі продукції спорудили ЛЕП, розраховані на роботу під напругою 220 кВ та 50 кВ.
Можливо також відзначити, що неподалік зведена ще одна парогазова електростанція – ТЕС Палос-де-ла-Фронтера.